# طبقات ود ضيف الله
الطبقات: في خصوص الأولياء والصالحين والعلماء والشعراء في السودان، ويُعرف باسم «طبقات ود ضيف الله»، هو كتابٌ من تأليف محمد نور بن ضيف الله، يُعد من أهم الآثار المكتوبة، وأحد المصادر الأساسية التي يُعتمد عليها في معرفة حركة المجتمع السوداني في جميع جوانبه في فترة الفونج(1504 - 1821).
يذكرُ تقريرٌ لصحيفة الراكوبة «يُعد (كتاب الطبقات) المعروف شعبياً بـ (طبقات ود ضيف الله) الذي يُعد من أمهات الكتب من أشهر كتب التراث السوداني، والمرجع الأول المطبوع لدارسي التصوف في السودان، كما يعد الكتاب أيضاً من المصادر الأولية المهمة في تاريخ (سلطنة الفونج)، إذ وردت بين ثناياه العديد من الإشارات التي تبين حياة التصوف والسلوك الاجتماعي في الدولة ومكانة الأولياء والمتصوفين في الحياة والذكر. وهو يتناول فترة من أخصب فترات التاريخ بالسودان، حيث وضعت الأسس المبكرة للفقه وخلاوى القرآن، ولولا (طبقات ود ضيف الله) لكان تاريخ السودان في طيات الغيب. ومما يلفت النظر ويستدعي اهتمام الباحثين والمؤرخين، إن الشيخ (محمد نور ضيف الله) قد خط يراعه في هذا السفر العظيم (كتاب الطبقات)، في زمن قل فيه العلم رغم مشقة الأسفار وحواجز الطبيعة، وبدائية الوسائل التعليمية، مما يُعد مفخرة لفقهاء السودان».